# Peter Benedix (Schriftsteller)

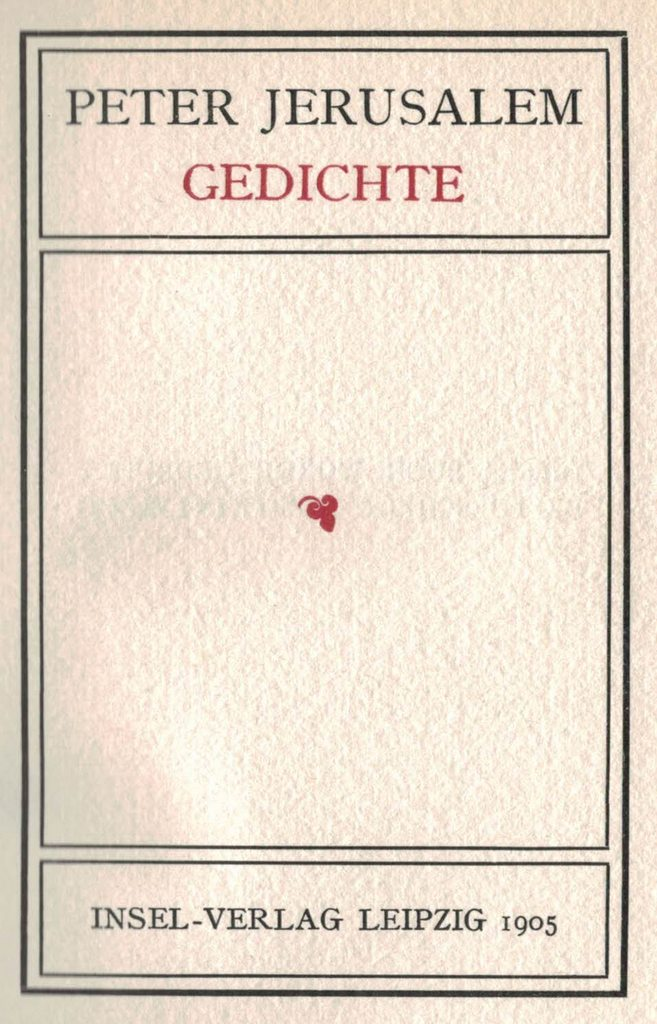
Peter Jerusalem: Gedichte, 1905.

Peter Benedix (* 19. Juli 1877 in Kassel als Peter Jerusalem; † 6. März 1954 in Irschenhausen) war ein deutscher Schriftsteller und Archivar. Benedix gilt als Entdecker der Schriftstellerin Lena Christ, mit der er von 1912 bis zu ihrem Freitod 1920 verheiratet war.

## Leben
Peter Jerusalem wurde 1877 als Sohn von Ernst Traugott Jerusalem und seiner Frau Alida von Safft (1844–1920) in Kassel geboren. Bereits mit zehn Jahren floh er von zu Hause und wollte zunächst Seiltänzer, dann Schauspieler werden. Nach einer Lehre in einem Damenmäntelgeschäft fasste er den Entschluss, Kunstmaler zu werden, begann schließlich Medizin zu studieren und zog 1901 mit seiner Mutter und zwei Brüdern nach München, um sich hier dem Studium der Philosophie zu widmen. Es schlossen sich Reisen durch Dänemark, Schweden, die Schweiz und Italien an. Daraufhin verdingte er sich für kurze Zeit als Dorfschullehrer im Odenwald, kehrte aber bald wieder nach München zurück.
Im Jahr 1910 lernte er über eine Anzeige Lena Christ kennen, die daraufhin bei ihm als Diktatschreiberin angestellt wurde. Nachdem sie Jerusalem von ihrem bisherigen Leben erzählt hatte, überzeugte er sie, ihre persönlichen Erlebnisse niederzuschreiben. Er machte Christ auch mit den Werken der Autoren Gottfried Keller und Jeremias Gotthelf bekannt.
Das Paar heiratet am 28. August 1912. Im September 1915 wurde Peter Jerusalem zum Wehrdienst eingezogen. Nach Ende des Ersten Weltkrieges trennte sich seine Frau von ihm. Nachdem Christ 1920 mit seiner Unterstützung Suizid begangen hatte, übernahm er die Obhut für ihre beiden Töchter aus erster Ehe. Jerusalem verwaltete außerdem Christs Nachlass und veröffentlichte zahlreiche Gedichte, Erzählungen, Romane und diverse Schriften über seine Frau.
Vier Jahre nach dem Tod Lena Christs heiratete Jerusalem die Musikpädagogin Sascha Kraus. 1933 änderte er seinen Namen unter dem Druck des Naziregimes in Peter Benedix. Er starb am 6. März 1954 in Irschenhausen. Seine Witwe beging kurz darauf Suizid.

## Werke (Auswahl)
- Gedichte. Leipzig, Insel-Verlag 1905.
- (Hrsg.): Deutsche Volksbücher : Nach den frühesten Drucken und mit alten Holzschnitten. Ebenhausen b. München : Langewiesche-Brandt 1912, Reihe: Die Bücher der Rose; 18.
- Erbauliche Predigten. München, Langen 1913.
- Alte deutsche Liebeslieder. Leipzig, Insel-Verlag 1919.
- Der Weg der Lena Christ. Wien, Luser 1940.
- Auf der Landstraße. Wien, Wiener Verlagsgesellschaft 1941.
- Der neugierige Engel. Hamburg, Deutscher Literatur-Verlag 1946.

## Nachlass
Ein Teilnachlass von Peter Benedix liegt im Literaturarchiv der Monacensia im Hildebrandhaus.